# Bradypus pygmaeus
Bradypus pygmaeus (tên thông thường tiếng Anh gồm pygmy three-toed sloth, monk sloth và dwarf sloth) là một loài lười đặc hữu Isla Escudo de Veraguas, một hòn đảo nhỏ ngoài khơi bờ biển Panama. Loài này được mô tả lần đầu tiên bởi Robert P. Anderson của Đại học Kansas và Charles O. Handley Jr. của viện Smithsonian của 2001. B. pygmaeus nhỏ hơn đáng kể so với ba loài còn lại trong chi của chúng, nhưng bề ngoài lại tương tự của Bradypus variegatus. Theo Anderson và Handley Jr., chiều dài đầu-thân từ 48 và 53 xentimét (19 và 21 in), và khối lượng cơ thể từ 2,5 đến 3,5 kg (5,5 đến 7,7 lb).
Loài lười này, giống các loài lười khác, sống trên cây và ăn lá. Nó có quan hệ cộng sinh với tảo lục, giúp tạo một lớp ngụy trang. Chi tiết về hành vi giao phối và sinh sản chưa được ghi nhận. B. pygmaeus chỉ được tìm thấy độc nhất tại rừng đước đỏ của Isla Escudos de Veraguas, giới hạn trong khu vực rộng 4,3 kilômét vuông (1,7 dặm vuông Anh). Một cuộc nghiên cứu năm 2012 ước tính tổng số lượng của loài này là 79 cá thể. IUCN liệt kê chúng như một loài cực kỳ nguy cấp